# Jeff Ma
Jeff Ma foi membro do "MIT Blackjack Team" em meados de 1990. Graduou-se na Phillips Exeter Academy. Ele estudou na MIT, onde se graduou com uma licenciatura em engenharia mecânica em 1994. Ele foi a base para o personagem principal do livro Bringing Down the House (onde ele foi rebatizado de Kevin Lewis) e o filme 21 (onde foi renomeado de Ben Campbell). Ma também é o co-fundador de  PROTRADE  e faz consultoria para equipes esportivas profissionais, incluindo o Portland Trail Blazers e San Francisco 49ers. Ele foi co-fundador do Citizen Sports.
Seu primeiro livro, chamado de The House Advantage, foi publicado em julho de 2010 pela Palgrave Macmillan.
Ma tem ascendência chinesa.